# Cuisine indonésienne

Un petit déjeuner indonésien typique.

La cuisine indonésienne regroupe les plats habituellement consommés dans l'archipel indonésien. À l'image des langues, cultures et ethnies, la cuisine indonésienne est très riche et variée ; elle est basée sur les produits de la mer, des hautes terres et des plaines tropicales ; la cuisine indonésienne n'est pas saisonnière, bien que certains fruits ne soient disponibles qu'à certains moments de l'année. Elle est basée sur les très nombreux produits locaux, auxquels se sont ajoutés les nombreux apports successifs des migrations indienne, chinoise, arabe et européenne.
La variété est notamment rendue possible par la diversité des ingrédients, y compris les épices, dont l'Indonésie a été une des principales sources mondiales pendant des siècles. Bien qu'elle en emploie une grande diversité, la cuisine indonésienne utilise toujours les condiments et assaisonnements avec parcimonie et est donc facilement accessible aux Occidentaux. Certaines régions par contre emploient beaucoup de piment dans les préparations.
Les plats sont usuellement basés sur des féculents (riz, mais aussi des pâtes à base de blé et beaucoup de tubercules locaux), du poisson ou de la viande (essentiellement du poulet, du bœuf, des caprins et également du porc pour les non-musulmans, ainsi que de la viande de brousse selon les régions, et de nombreux fruits et légumes.
Parmi les éléments de la cuisine indonésienne largement répandus à l'étranger aujourd'hui, on trouve notamment l'agar-agar, le sambal, la sauce soja sucrée ; et, parmi les plats les plus connus, le sate, le mie goreng ou le nasi goreng…

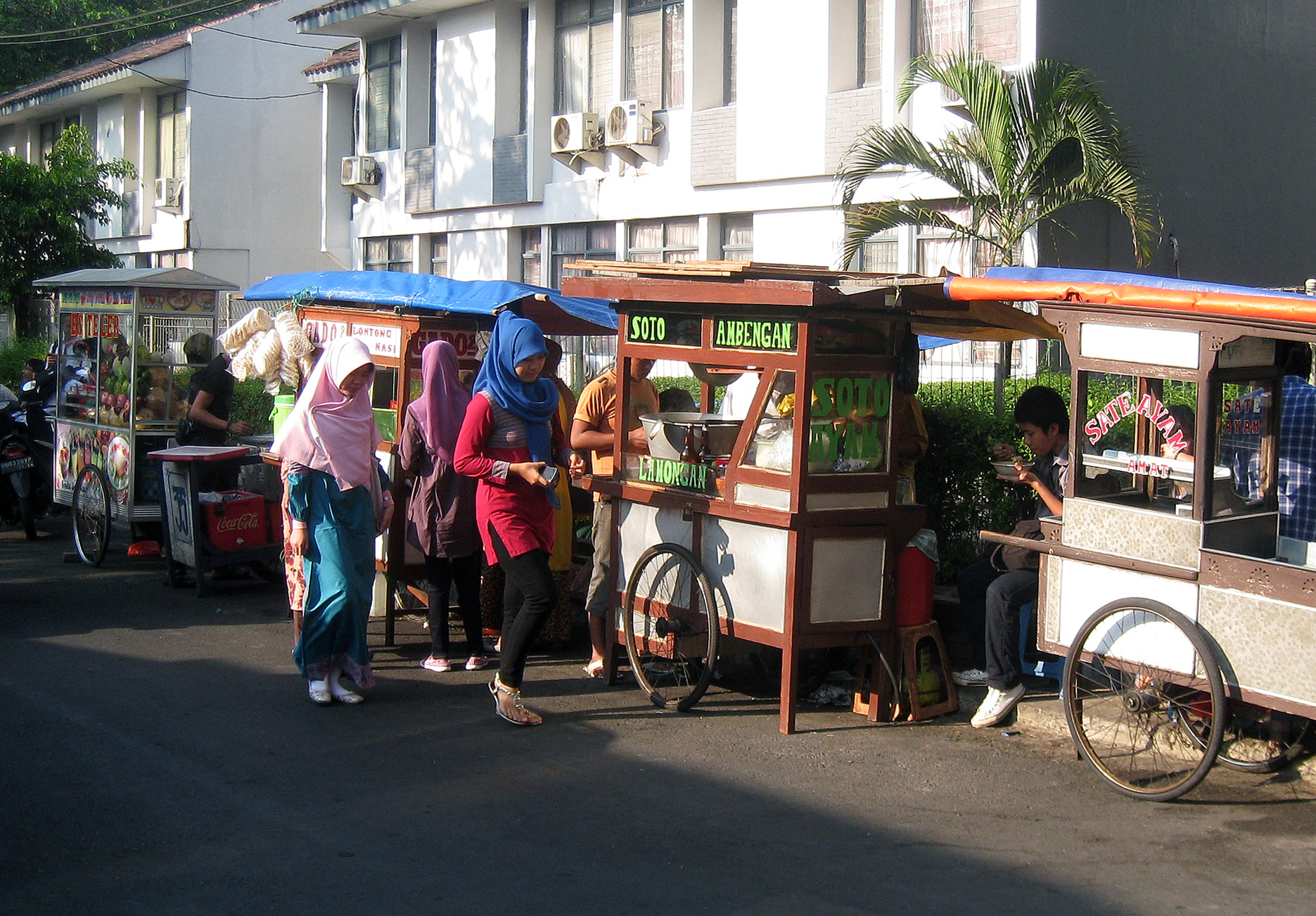
Un kaki lima à Jakarta.

La nourriture de rue est très présente en Indonésie, en particulier avec les marchands ambulants en kaki lima. Avec le développement économique des années 1990 et l'arrivée des restaurants touristiques et de restauration rapide occidentaux, les Indonésiens ont commencé à ouvrir de nombreux restaurant de cuisine traditionnelle.

## Ingrédients de base

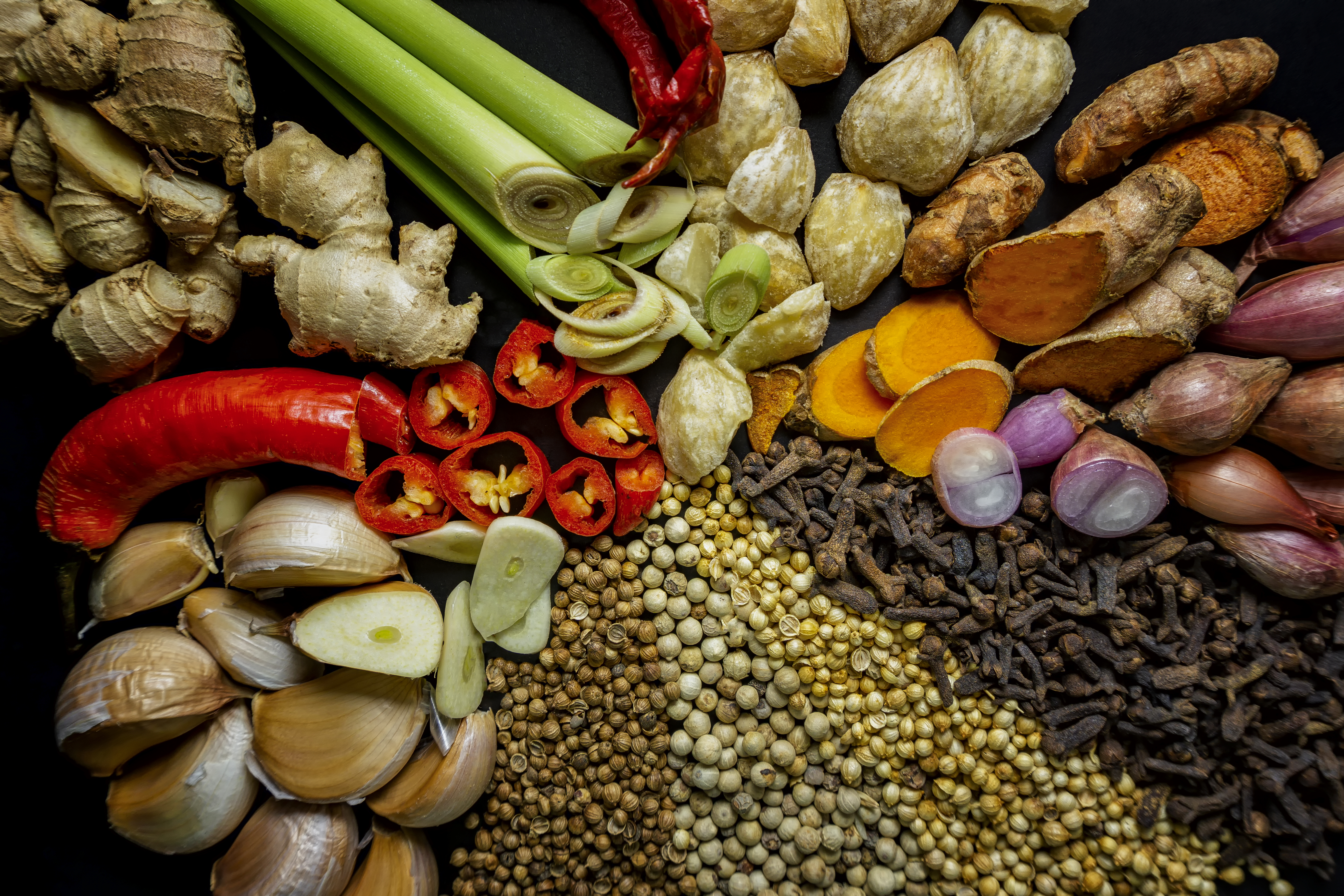
Épices indonésiennes. Juillet 2021.

### Le riz

Un bubur ayam, plat à base de bouillie de riz (bubur) et de poulet (ayam).

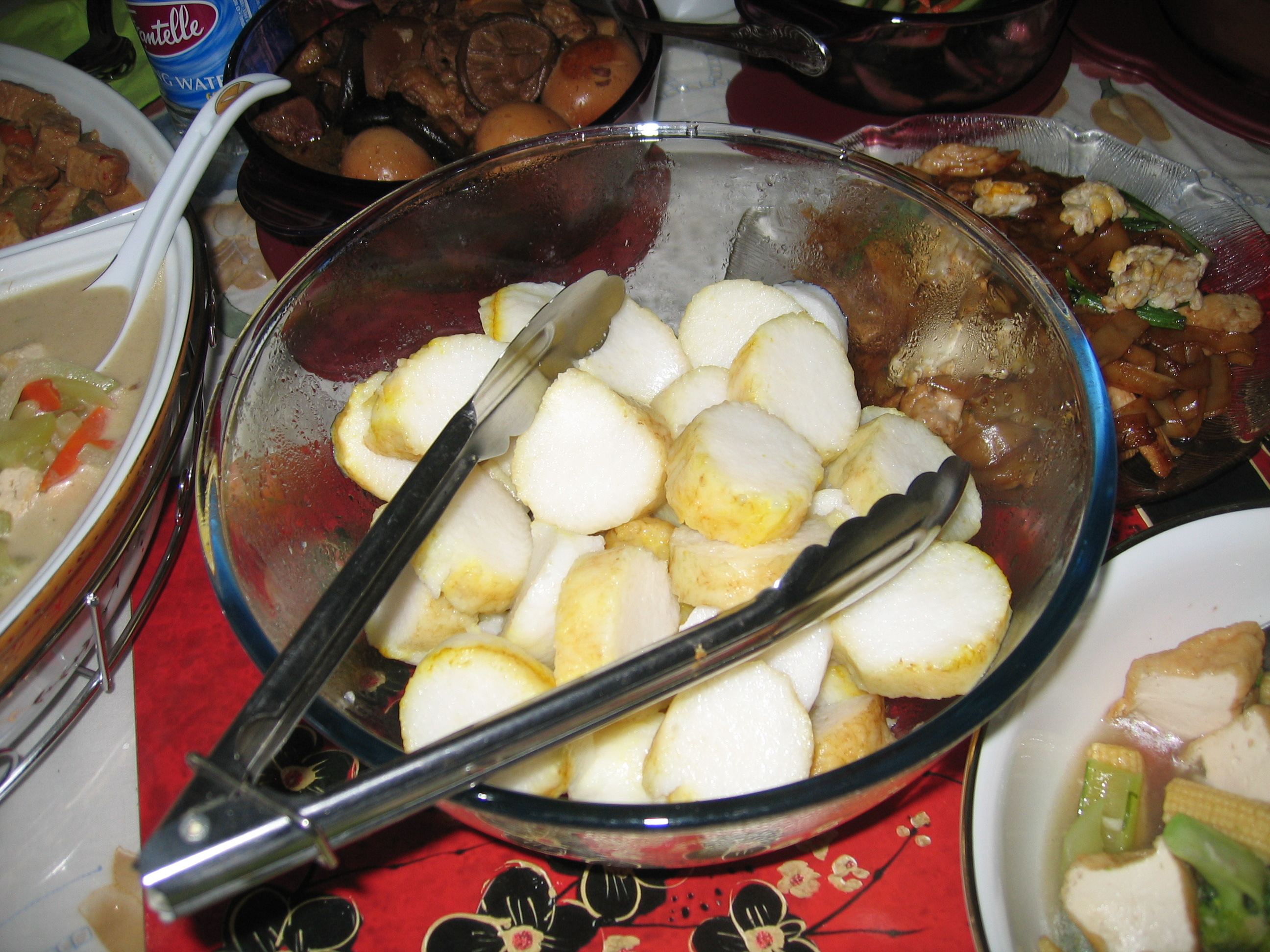
Lontong.

Comme dans le reste de l'Asie, il n'est de vrai repas indonésien qu'avec le riz, qui est la base de l'alimentation, l'équivalent du pain, avant que la prospérité des peuples européens ne réduise ce dernier à un simple accompagnement presque marginal du repas.
En Indonésie, manger consiste à d'abord remplir son assiette de riz et ensuite, à y ajouter différents accompagnements.
Le riz se mange en général simplement cuit à l'eau. On peut aussi le cuire enveloppé dans une feuille de bananier ou autre, par exemple de pandanier. Pour les fêtes, on mange du nasi kuning, riz rendu jaune (symbolisant la couleur de l'or) par le curcuma. Spécialement pour la fin du jeûne du ramadan, on mange des ketupat, riz cuit dans un tressage de feuilles de pandanier séchées en forme de losange. On mange aussi le riz gluant, obtenu à partir d'une variété particulière de riz. Au petit déjeuner, on peut manger du riz frit avec différents restes de la veille : c'est le nasi goreng.
La richesse du vocabulaire touchant au riz montre l'importance de cette céréale dans la culture indonésienne :
- padi est le riz sur pied, dans les rizières ;
- gabah est le riz moissonné ;
- beras est le riz en grain ;
- nasi est le riz cuit.

Cuit, le riz peut prendre d'autres formes :
- bubur quand il devient de la bouillie ;
- ketan quand il est gluant ;
- lontong quand il est cuit à la vapeur dans des feuilles de bananier ;
- Tape ou tapai quand il est fermenté (et légèrement alcoolisé).

### Blé

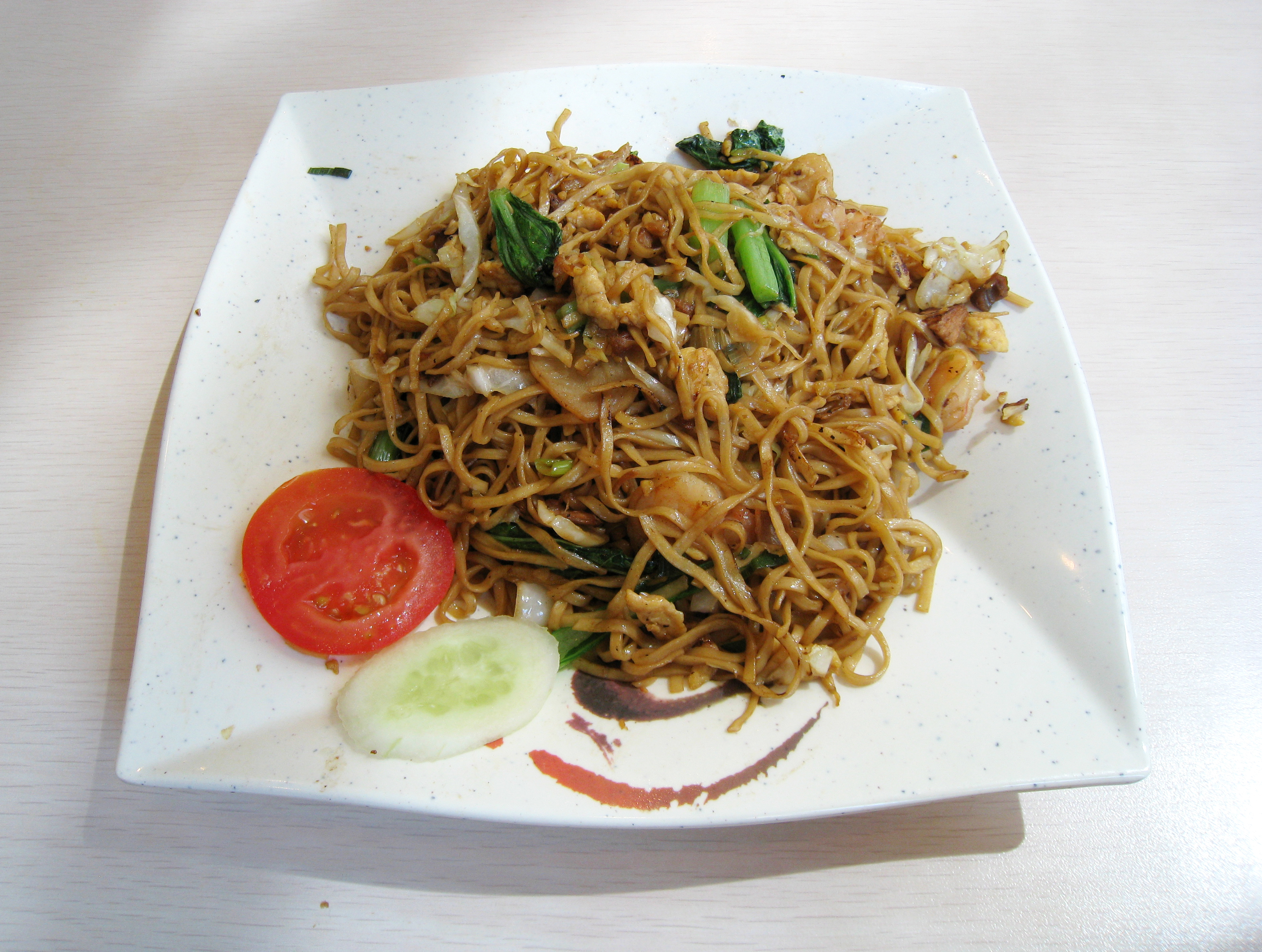
Mie goreng (nouilles frites), plat chinois à base de nouilles de blé, complètement assimilé à la cuisine indonésienne.

Le blé n'est pas originaire d'Indonésie, mais au travers d'influences extérieures (surtout chinoises et néerlandaises) et des importations, il s'est imposé dans le pays, comme en témoignent l'utilisation des nouilles chinoises, du roti indien et du pain hollandais.
La consommation de blé dans le pays a ensuite connu une forte progression avec l’avènement des nouilles instantanées dans les années 1970. Le pays est depuis devenu un des plus gros producteurs (notamment avec l'entreprise Indomie) et consommateur mondial de nouilles instantanées.

### Autres féculents

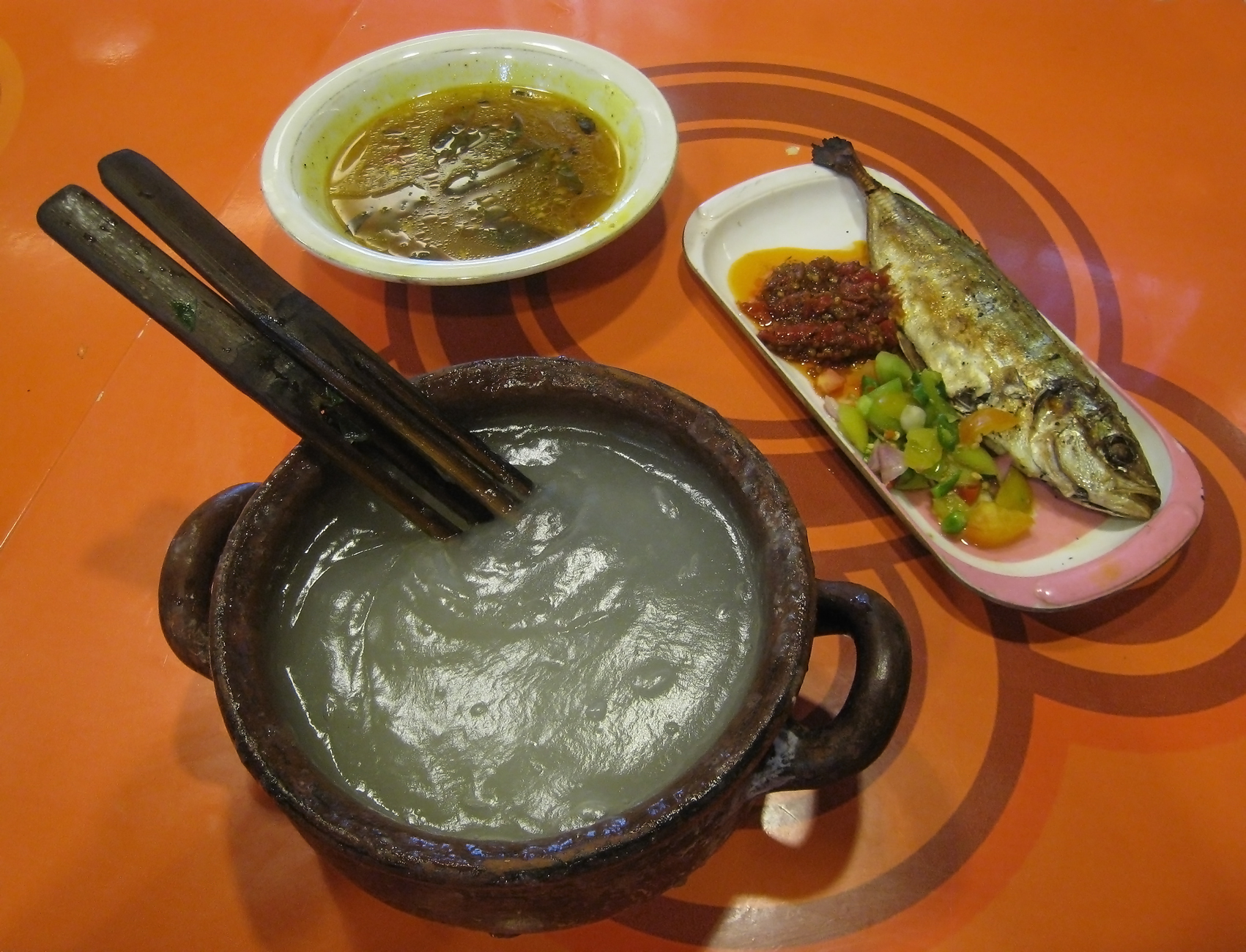
Papeda, base de la cuisine d'Indonésie Orientale, servi avec une soupe jaune et du maquereau grillé.

Certains féculents et tubercules servent également d'ingrédients de base dans la cuisine indonésienne, tels que l'igname, la patate douce, la pomme de terre, le taro, le manioc, le fruit à pain, le jacquier, le sagou et le maïs. Dans les Moluques, ou en Papouasie Indonésienne, le papeda, bouillie de sagou, est un ingrédient essentiel.
De nombreux tubercules, comme le talas (type de taro, plus gros et plus fade) et le fruit à pain, sont originaires du pays. L'igname, lui, vient directement d'Afrique, tandis que la pomme de terre, la patate douce, le manioc et le maïs furent introduits depuis l'Amérique par l'influence espagnole, et arrivent à Java au cours du XVIIe siècle. Le manioc est habituellement bouilli, ou frit, comme le kripik singkong (biscuit de manioc).

## Légumes

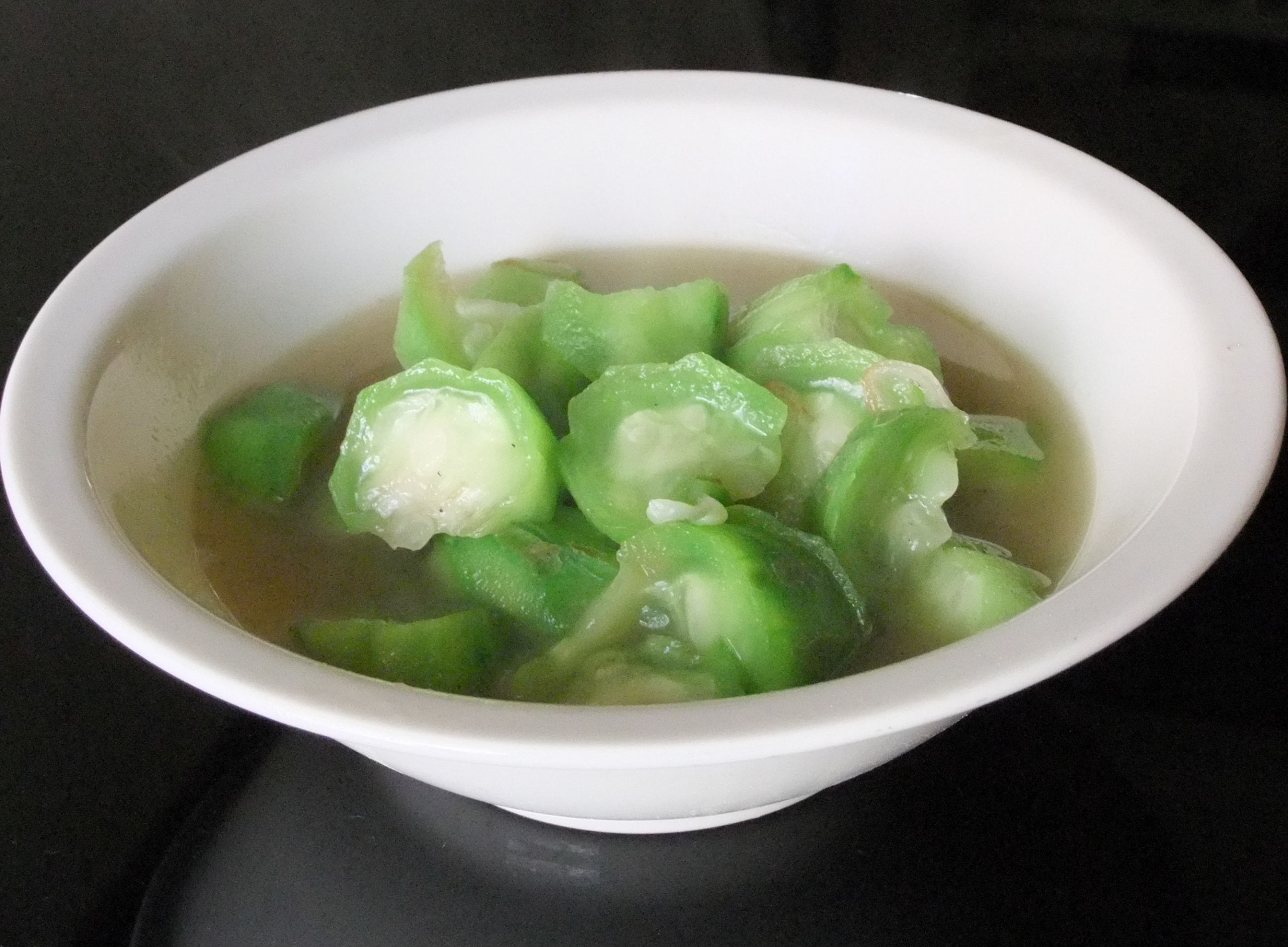
Sayur oyong issu du Luffa acutangula.

La cuisine indonésienne utilise de nombreux légumes, tels que le kangkung, l'épinard, le genjer, le melinjo, la papaye et les feuilles de manioc. Ils sont très souvent sautés avec de l'ail. L'épinard et le maïs sont consommés dans une soupe claire appelée sayur bayam bening, parfumée avec du temu kunci, de l'ail et des échalotes.
D'autres légumes comme le labu air (calebasse), le labu siam (chayote), le kelor, le kacang panjang (haricot kilomètre), le terung (aubergine), le gambas et le belustru, sont souvent coupés et frits, utilisés en currys et en soupes, comme le sayur asem, sayur lodeh ou le  laksa. Le sayur sop est une soupe à base de chou, de chou-fleur, de pomme de terre, de carotte, épicée avec du poivre, de l'ail et de l'échalote, dans un bouillon de bœuf ou de poulet.
Des légumes comme le kecipir (haricot ailé), la tomate, le mentimun (concombre) ou le peria (margose) sont généralement mangés verts.

## Viandes et poissons
La principale source de protéine animale dans la cuisine indonésienne vient de la volaille, du poisson, du bœuf, du buffle d'eau, de la chèvre et du mouton. Les régions majoritairement chrétiennes (Célèbes Nord, îles de la sonde et Papouasie) produisent et consomment également beaucoup de porc.
Dans les régions encore peu habitées ou proches des montagnes et forêts, on consomme encore occasionnellement de la viande de brousse, en particulier des rongeurs, des serpents et des chauves-souris.

### Volaille

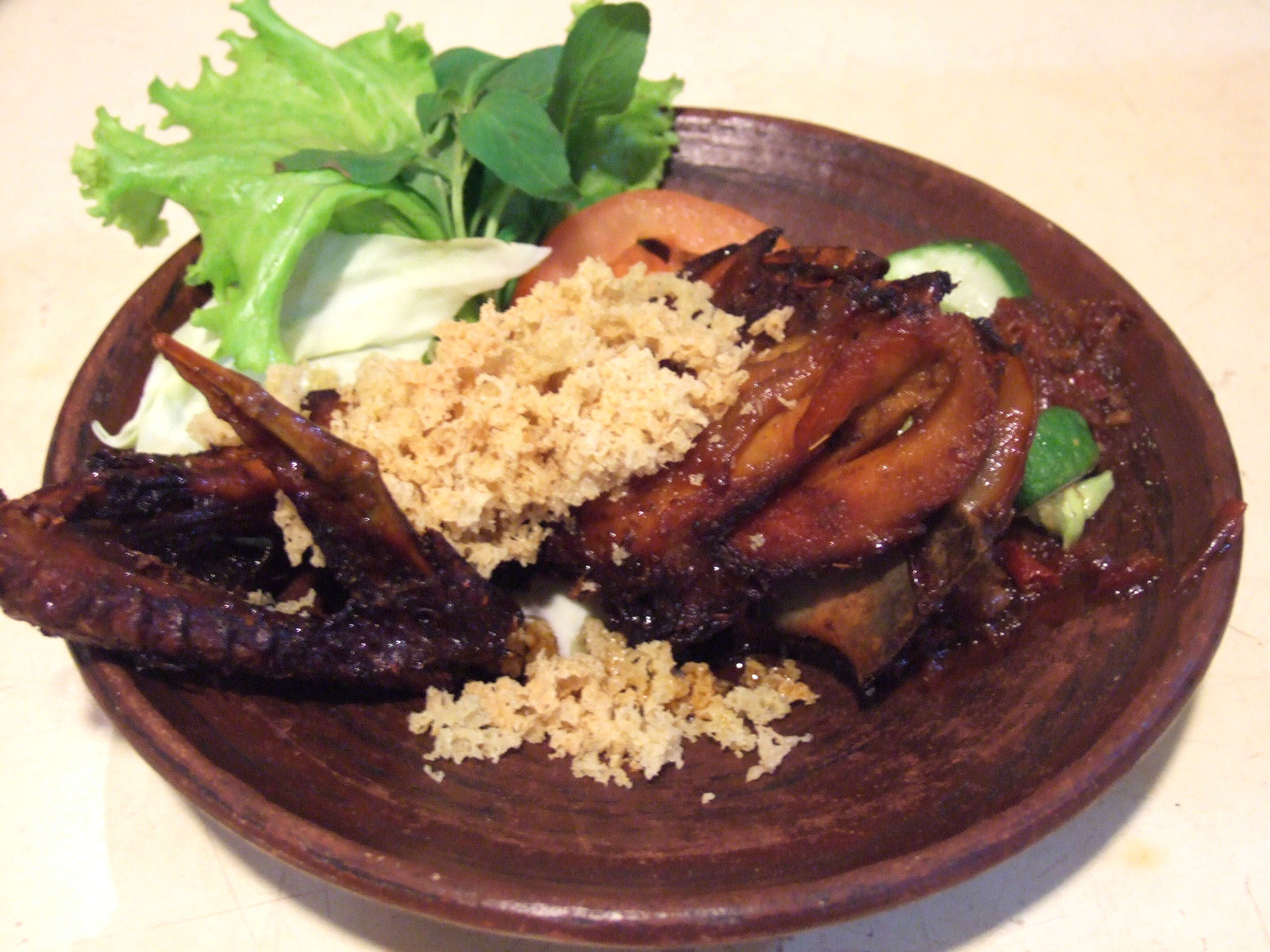
Ayam goreng Kalasan, de Kalasan (Yogyakarta).

Les volailles consommées les plus courantes sont le poulet et le canard, et, dans une moindre mesure, le pigeon et le râle à crête. On trouve de nombreuses recettes de ayam goreng (poulet frit) et de ayam bakar (poulet grillé) dans toute l'Indonésie. On retrouve aussi le poulet en soupe, comme le sup ayam et le soto ayam, ou cuit dans du lait de coco comme le opor ayam. Le sate de poulet est également présent dans tout le pays. On trouve enfin d'autres recettes locales comme l'ayam goreng kalasan à Yogyakarta, l'ayam bakar padang à Padang, l'ayam taliwang à Lombok, l'ayam betutu à Bali, et l'ayam goreng lengkuas (poulet frit galangal).
La recette de canard la plus connue est le gulai itik hijau ("canard au piment vert") du pays minangkabau (province de Sumatra occidental).

### Viande

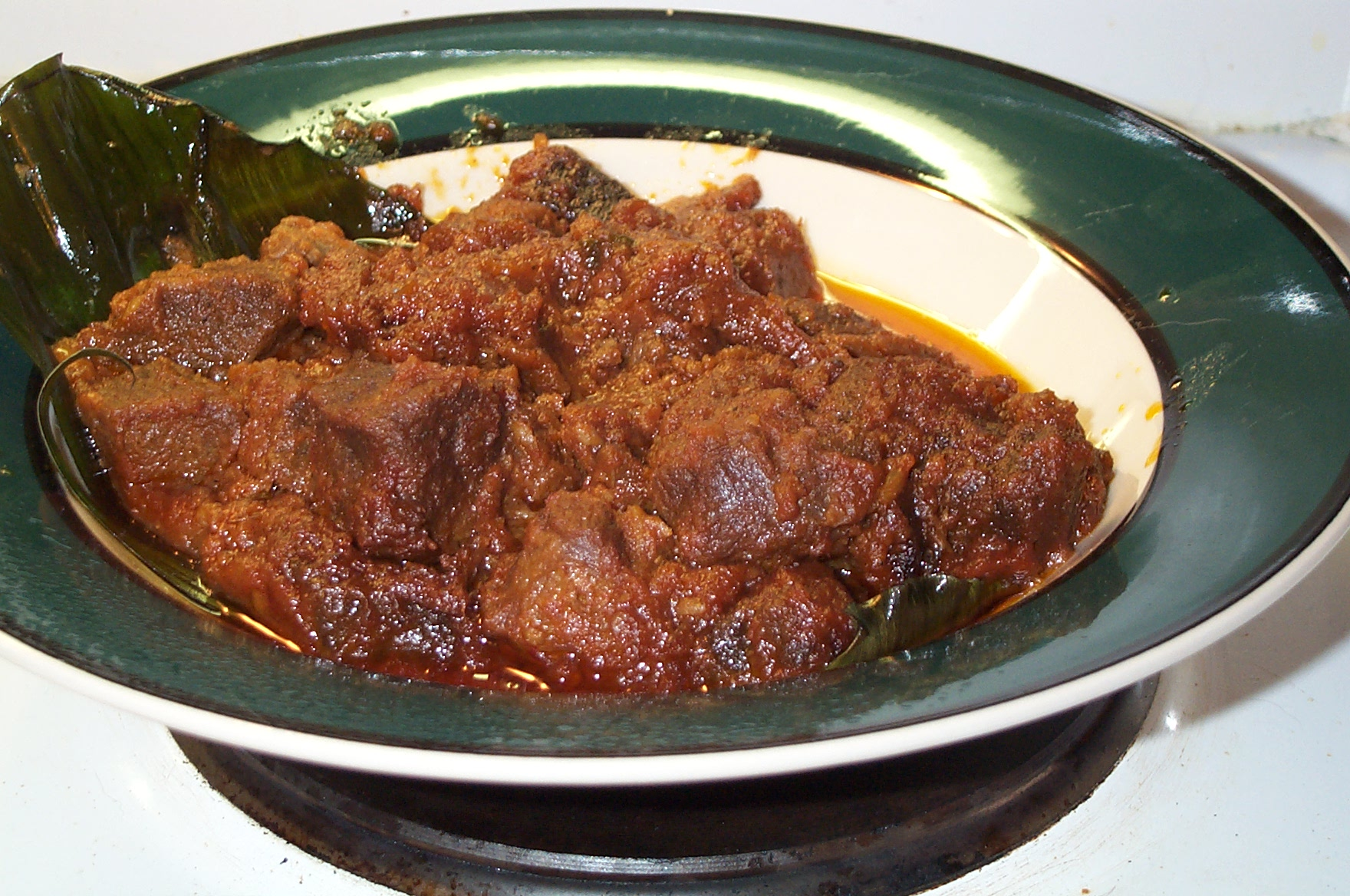
Rendang daging, un plat de bœuf, mouton ou chèvre cuit dans du lait de coco.

Le bœuf et la chèvre sont essentiellement consommés en Indonésie et, dans une moindre mesure, le kerbau (buffle d'eau) et le mouton.
L'Indonésie étant un pays majoritairement musulman, le porc n'y est pas consommé, sauf dans certaines zones à majorités non-musulmanes, comme à Bali, Sumatra Nord, Sulawesi Nord, Nusa Tenggara oriental, les Moluques, la Papouasie indonésienne et dans les quartiers chinois des villes indonésiennes. Compte tenu de la forte demande en bœuf et de la petite taille des cheptels, la viande est principalement importée d'Australie, de Nouvelle-Zélande et des États-Unis, provoquant une augmentation des prix sur le marché.
Dans certaines parties du pays, on peut consommer certains gibiers ou viandes exotiques. À Nusa Tenggara occidental, Nusa Tenggara oriental, et en Papouasie, on peut trouver du cerf. On trouve aussi des cuisses de grenouille, de la viande de cheval consommée à Yogyakarta et West Nusa Tenggara, de la tortue à Bali et en Indonésie Orientale, du serpent, du biawak (varan), du paniki (chauves-souris), du chien chez les Batak du nord de Sumatra, et des rats des champs (consommés dans la cuisine minahasa, du nord de Sulawesi).

## Poissons

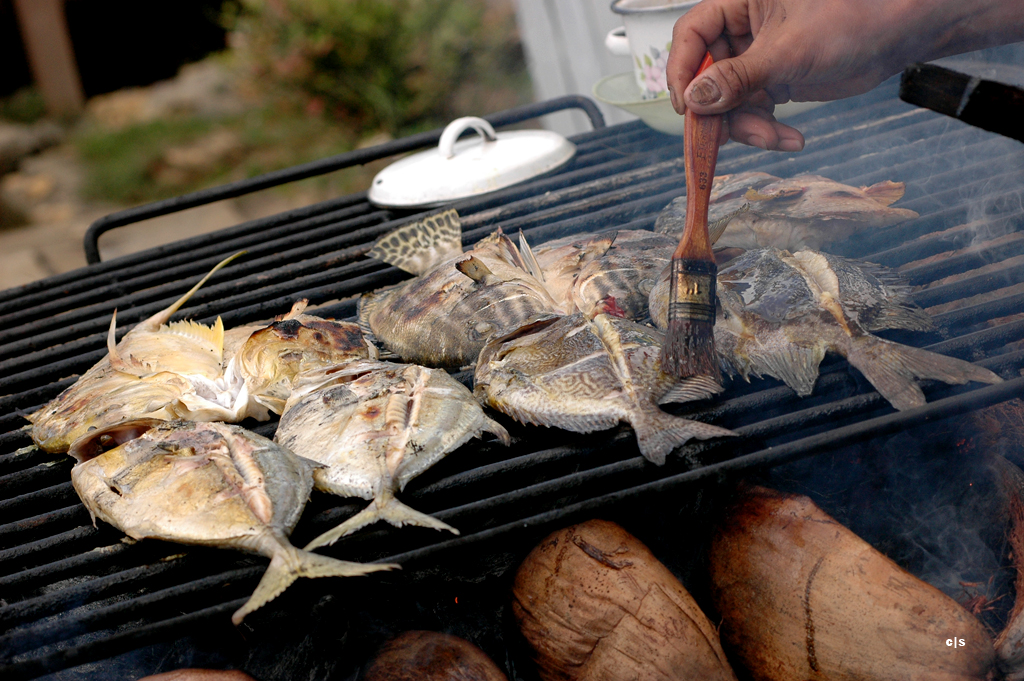
Ikan bakar à base de baronang à Mamuju (Sulawesi Ouest).

Dans l'archipel, le poisson est abondant, et est essentiellement consommé par la population côtière du pays. Parmi les très nombreux poissons utilisés dans la cuisine indonésienne, on trouve du tongkol ou cakalang (bonite à ventre rayé), thon, ikan kembung (maquereau), bawal (Bramidae), tenggiri (thazard noir), bandeng (poisson-lait), kuwe (Carangidae), baronang (sigan), kerapu (Epinephelinae), kakap merah (vivaneau rouge), teri (anchois), todak (espadon), hiu ou cucut (requin), pari (raie), sotong ou cumi-cumi (encornet), udang (crevette), kepiting (crabe), rajungan (crabe bleu), et kerang (moules).
On consomme aussi du poisson d'eau douce: ikan mas (carpe), gurame (gourami), lele (poisson-chat), patin (pangasius), gabus (tête-de-serpent), sepat (trichogaster), betok (perche grimpeuse), nila (tilapia du Nil), et le mujair (tilapia du Mozambique).

## Le sambal
C'est une purée de piment qui sert de condiment. Il en existe de nombreuses recettes, dont :
- sambal bajak : piments frits dans l'huile, ail ;
- sambal dabo-dabo (nord de Sulawesi) : piments et tomates frais
- sambal manis : piments, oignons et sucre
- sambal terasi (Java) : piments, terasi (pâte de crevettes fermentée différente du belacan)
- sambal udang : piments frits dans l'huile avec de l'ail et de la sauce à base de crevettes
- sambal ulek (Java central) : piments, sel, pâte de crevettes terasi, citron

## Spécialités locales

### Sumatra

#### Medan (Sumatra du Nord)

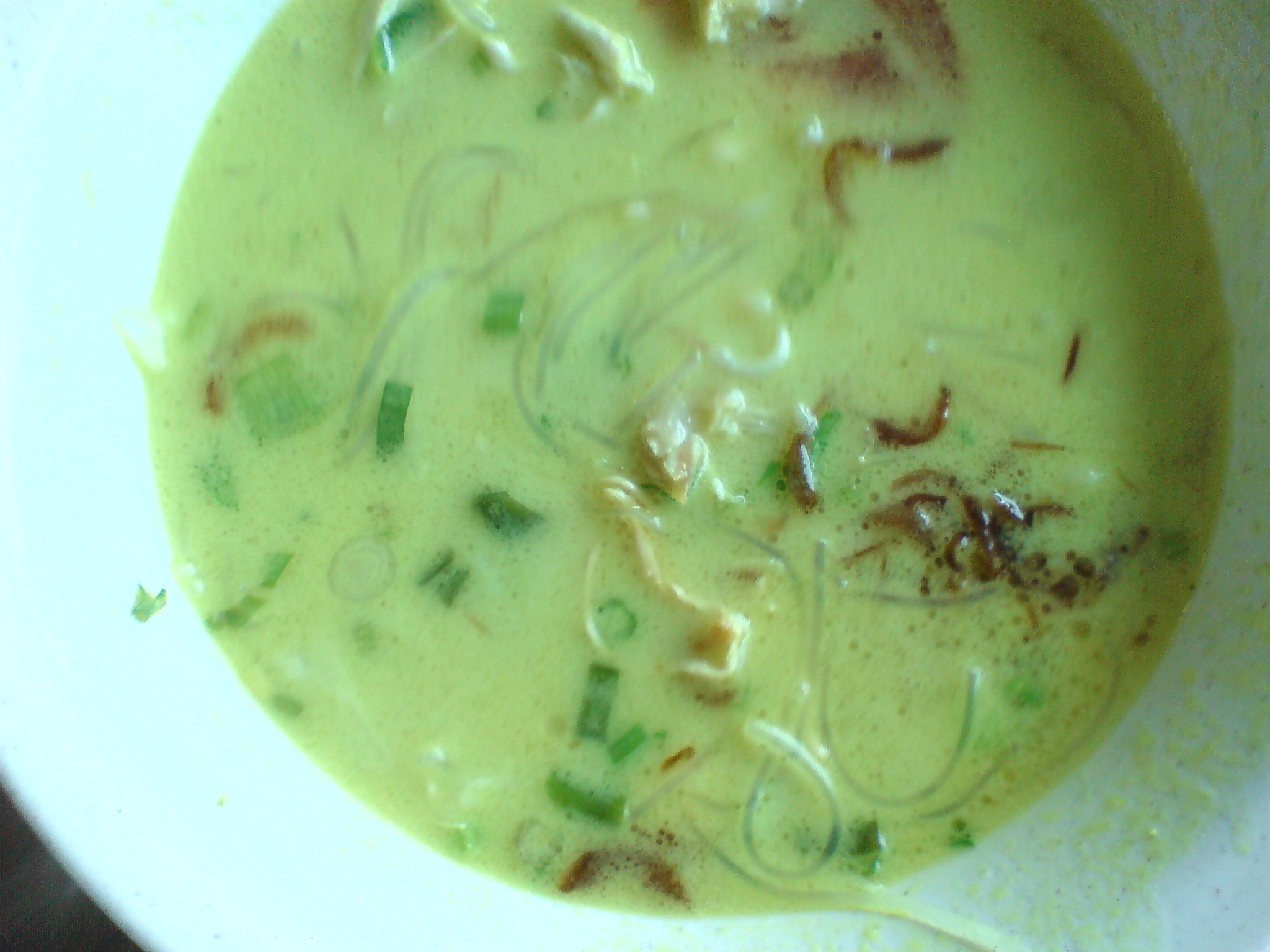
Soto Medan.

- Soto Medan.

#### Palembang (Sumatra du Sud)

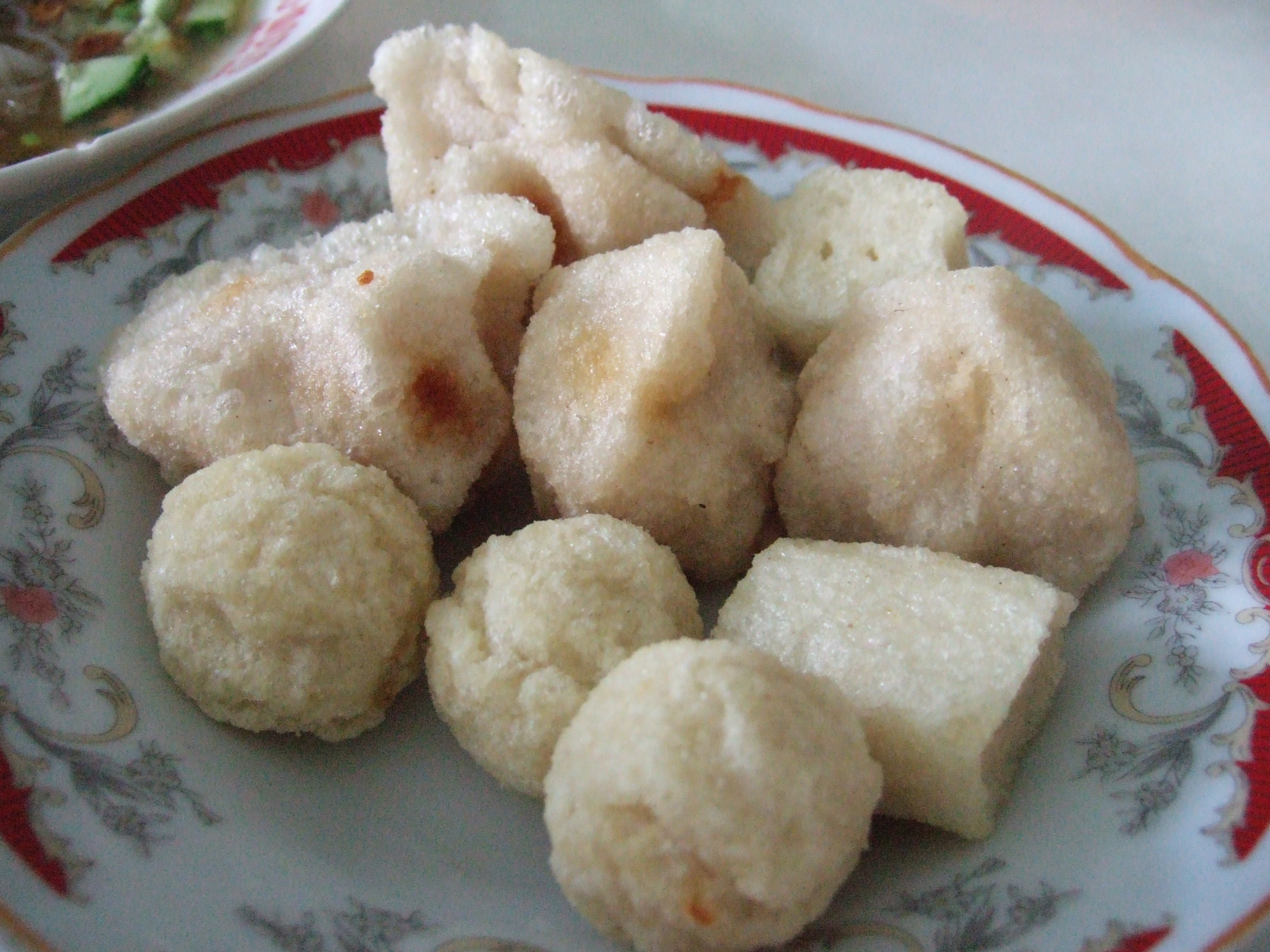
Pempek.

- Empek-empek ou pempek : quenelles frites dans une sauce au vinaigre.
- Tekwan.

#### Padang (Sumatra occidental)
- Gulai itik : canard mijoté en sauce.
- Sate Padang : brochettes de buffle avec une sauce.

### Java

#### Betawi (Jakarta)

Un soto Betawi.

- Laksa.
- Soto Betawi.

#### Sunda (Java occidental)

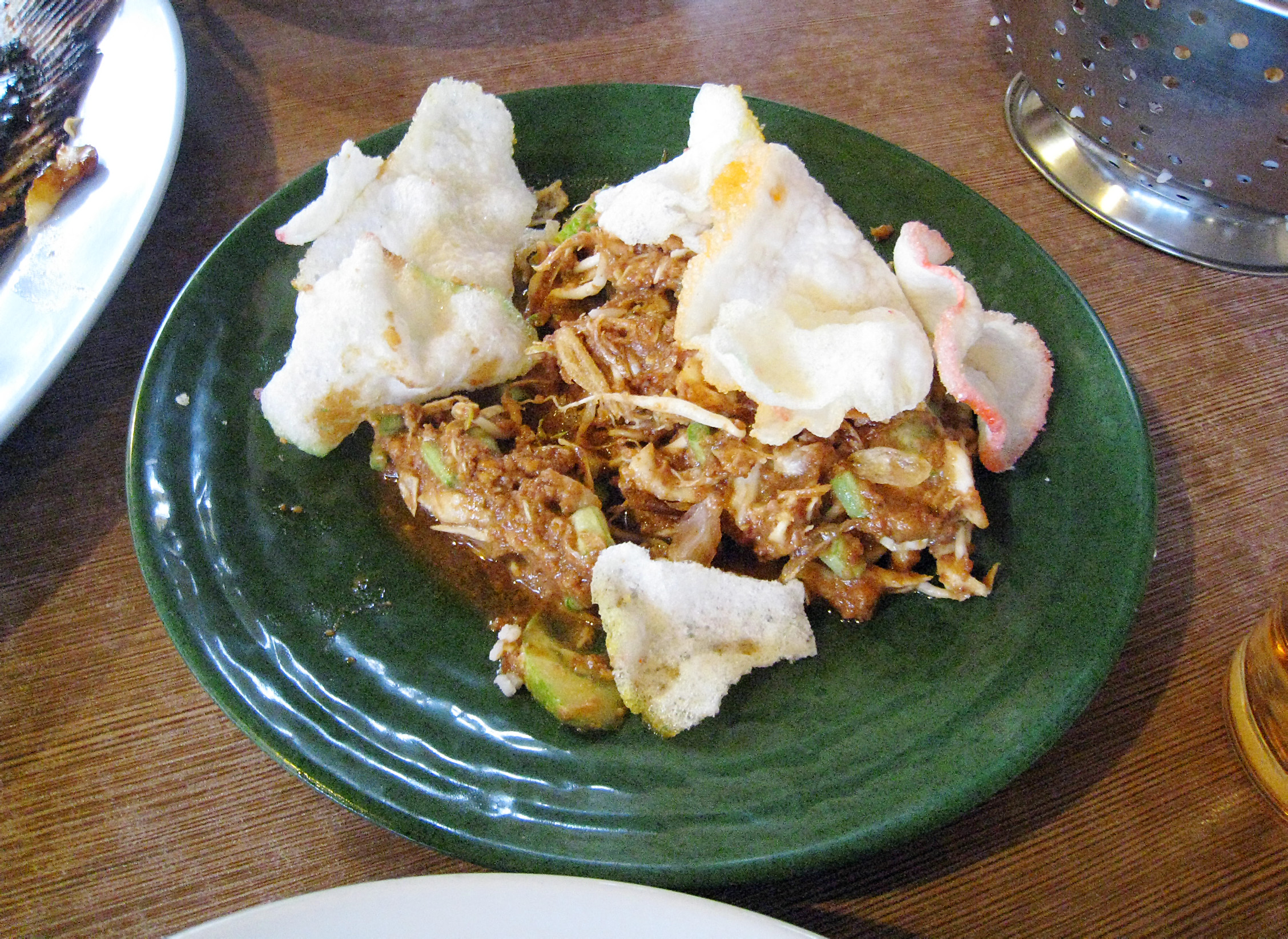
Karedok.

- Karedok : salade de germes de soja.
- Sayur asem : soupe au tamarin.
- Tumis kangkung : lis d'eau revenu à la pâte de crevettes terasi.
- Pepesan : cuisson à la vapeur dans un emballage de feuille de bananier.
- Soto Bandung : soupe aux tripes.

#### Pasisir (côte nord de Java)
- Nasi langgi et nasi lengkong (Cirebon).
- Soto Pekalongan : soupe.
- Soto Kudus : soupe au poulet et germes de soja.
- Lumpia Semarang : pâtés impériaux aux légumes.

#### Banyumas (Java central)
- Mendoang : galettes de riz avec une sauce à base de [Quoi ?].

#### Solo et Yogyakarta

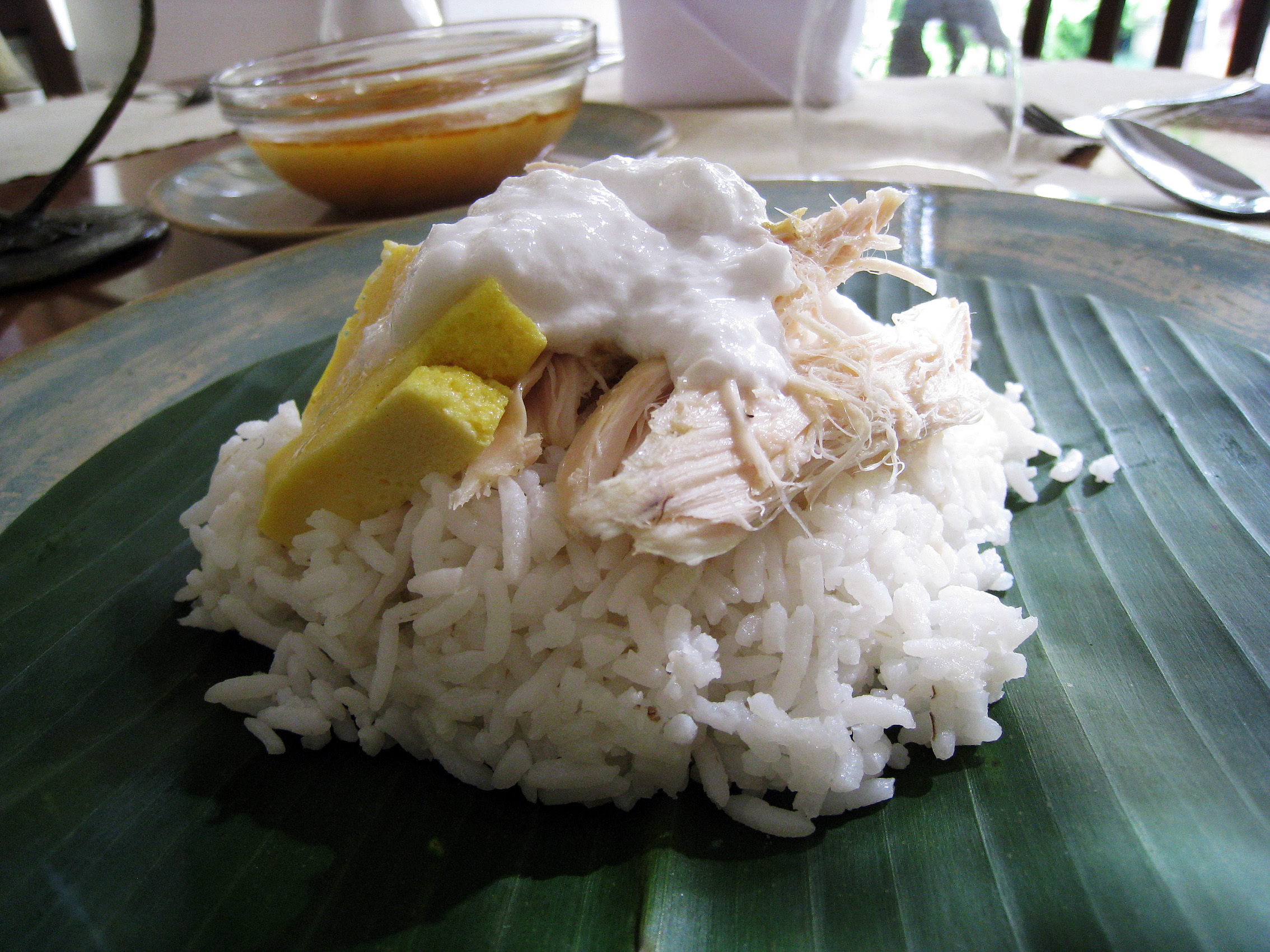
Nasi liwet.

- Ayam goreng : poulet frit, dont il existe de nombreuses recettes, suivant les épices utilisées).
- Ayam panggang Klaten : poulet au four.
- Gado-gado : salade de légumes cuits épicés avec une sauce aux cacahuètes).
- Gudeg : fruit du jacquier cuit dans du lait de coco.
- Nasi liwet.
- Opor ayam : poulet mijoté dans une sauce au lait de coco.
- Sayur lodeh : légumes cuits dans une sauce au lait de coco.

#### Java oriental

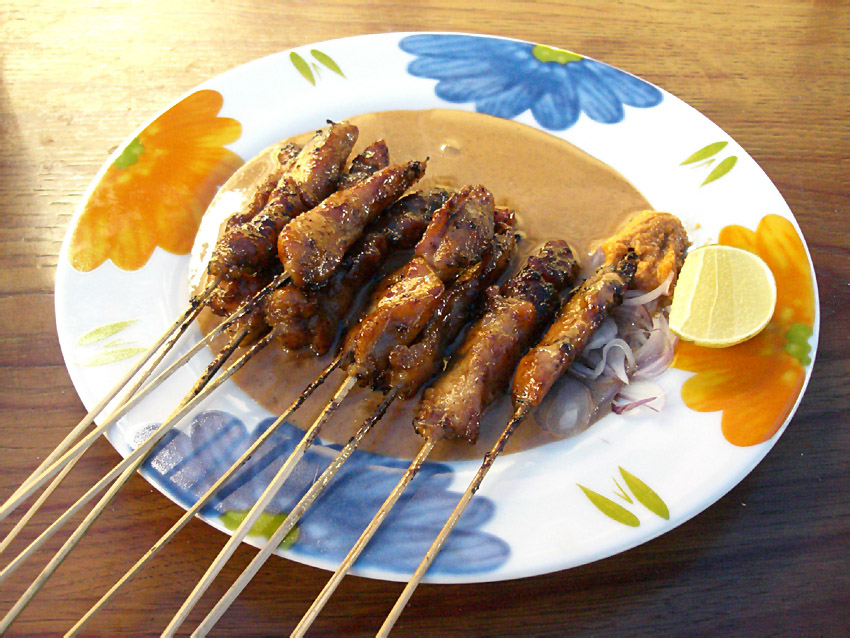
Sate Ponorogo.

- Asem-asem sapi : soupe de bœuf au tamarin.
- Ayam Ponorogo : poulet au four à la sauce aigre-douce.
- Krupuk : galettes frites faites avec de la pâte de crevettes séchées.
- Rujak cingur : museau de bœuf.

### Madura
- Soto Madura.

### Célèbes

#### Makassar (Célèbes du Sud)
- Cotto Makassar : soupe de viande.
- Ikan baronang bakar.

#### Manado (Célèbes du Nord)
- Ayam rica-rica.

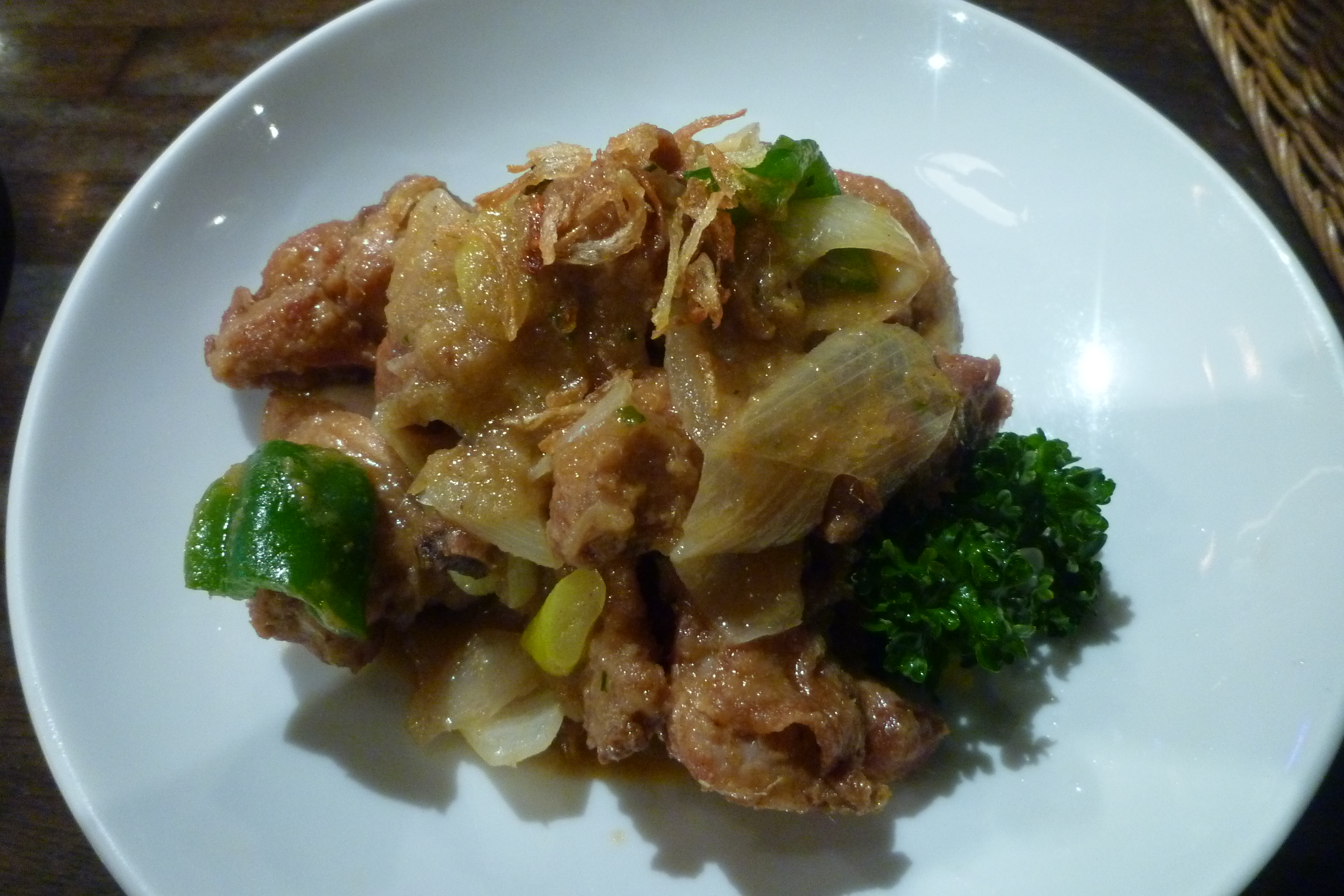
Ayam rica-rica de Manado.

- Bubur Manado : bouillie de riz et légumes, maïs, épinard, patate douce.

### Bali
- Ayam betutu : poulet farci grillé, avec légumes, tapioca et noix de coco.
- Babi guling : cochon de lait rôti.

### Lombok
- Ayam taliwang : poulet rôti servi avec une sauce aux cacahuètes, tomate, piment et lime.

## Desserts

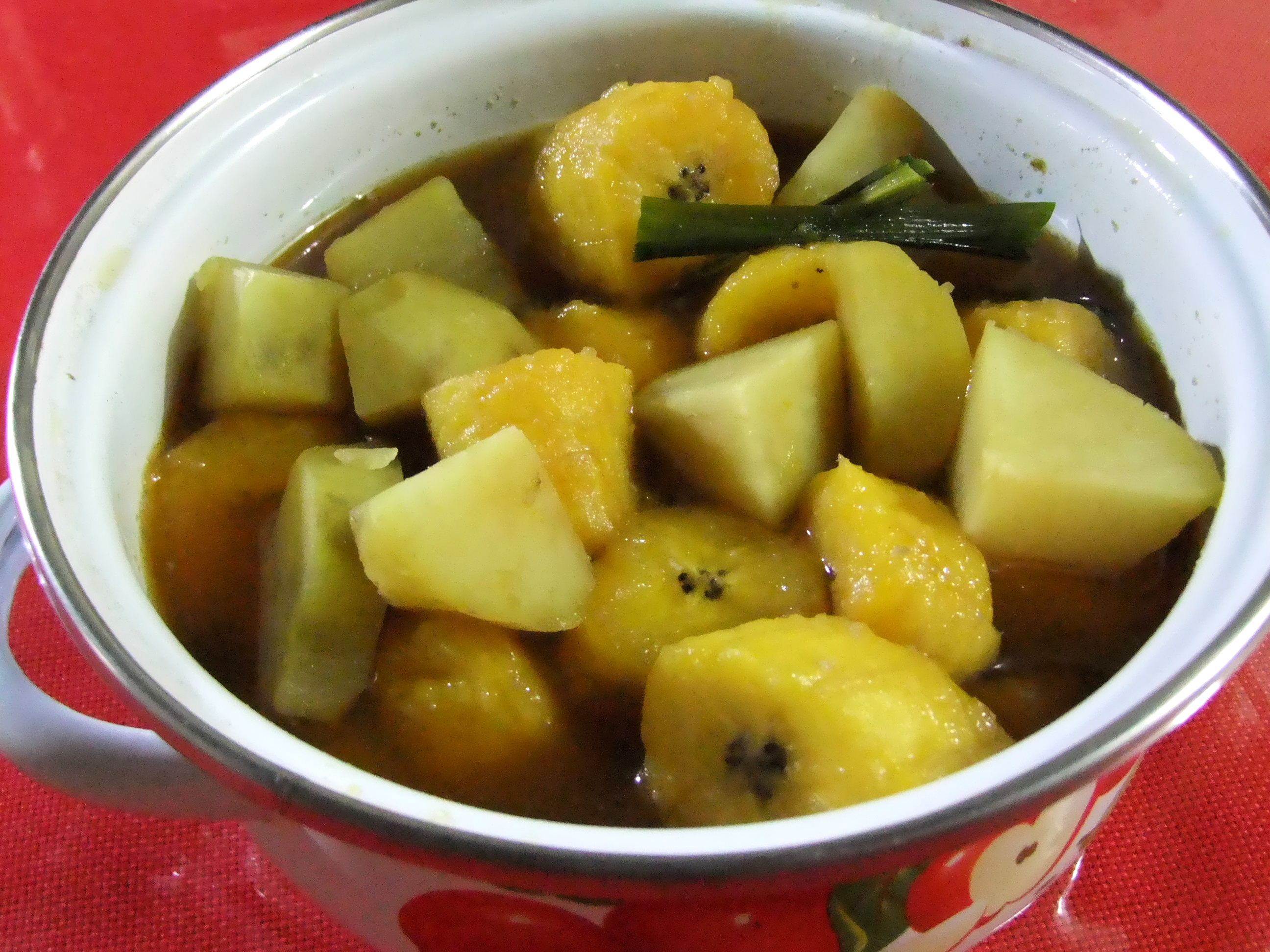
Un kolak de bananes et patates douces.

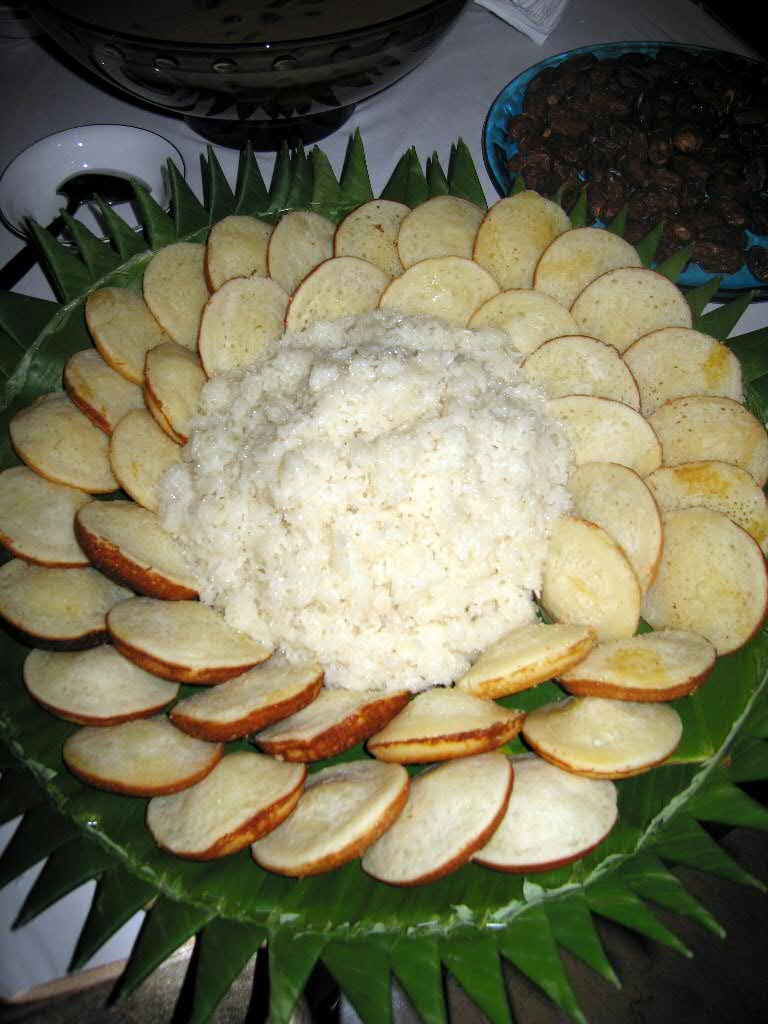
Des serabi.

La tradition indonésienne ne connaît pas le concept de dessert. Mais de nos jours, manger des fruits après un repas fait partie des habitudes (cuci mulut, « se laver la bouche »).
Les Indonésiens connaissent les gâteaux (kue, mot d'origine chinoise) et toutes sortes de sucreries. On citera :
- À Java :
  - Les klepon, boules de riz fourrées d'un coulis de sucre non raffiné (gula Jawa, c'est-à-dire « sucre de Java »).
  - Les kolak, préparés à partir d'un fruit baignant dans du lait de coco et de gula Jawa.
  - Les putu, gâteaux de riz cuits à la vapeur (on en reconnaît le marchand ambulant au sifflement de son cuiseur), enrobé de noix de coco rapée.
  - Les serabi, sorte de crêpe de riz que l'on mange avec un coulis de gula Jawa.

## Fruits
- Belimbing (carambole)
- Duku
- Durian
- Jambu
- Lengkeng (longane)
- Manggis (mangoustan)
- Mangue
- Nangka (jacquier)
- Papaye
- Ramboutan
- Salak
- Sawo (sapotillier)